# العلاج المائي
يشير العلاج المائي إلى العلاجات والتمارين التي يتم إجراؤها في الماء من أجل الاسترخاء واللياقة البدنية وإعادة التأهيل البدني والفوائد العلاجية الأخرى. تشمل تقنيات العلاج المائي أي تشي والركض في الماء وغيرها من تقنيات التدليك. وتستخدم لعلاج بعض الاضطرابات العصبية والآلم العمود الفقري والعظام والعضلات وكذلك إعادة تأهيل بعد جراحات العظام وإعاقات الأطفال وقرح الفراش.

## نظرة عامة
يشير العلاج المائي إلى العلاجات التي تعتمد على الماء والتمارين العلاجية للاسترخاء واللياقةالبدنية  وإعادة التأهيل البدني. يتم إجراء التمارين العلاجية أثناء الطفو أو الغمر جزئيًا أو بالكامل في الماء. تتطلب العديد من إجراءات العلاج المائي حضورًا مستمرًا من قبل أخصائي علاج طبيعي مدرب، ويتم إجراؤها في حوض سباحة مخصص يتم التحكم في درجة حرارته. يركز إعادة التأهيل بشكل عام على تحسين الوظيفة الجسدية المرتبطة بالمرض أو الإصابة أو الإعاقة. 

## تاريخ
يعود استخدام المياه للأغراض العلاجية لأول مرة إلى عام 2400 قبل الميلاد في شكل علاج مائي، مع وجود سجلات تشير إلى أن الحضارات المصرية والآشورية والمحمدية القديمة استخدمت المياه المعدنية التي كان يُعتقد أن لها خصائص علاجية خلال القرن الثامن عشر.